# جوزف آنانگ
جوزف آنانگ (انگلیسی: Joseph Anang؛ زادهٔ ۸ ژوئن ۲۰۰۰) بازیکن فوتبال است.
وی همچنین در تیم ملی فوتبال زیر ۲۰ سال انگلستان بازی کرده‌است.